# Lepidium navasii
Lepidium navasii là một loài thực vật có hoa trong họ Cải. Loài này được (Pau) Al-Shehbaz mô tả khoa học đầu tiên năm 2002.